# Быструшинский сельский округ
Быструшинский сельский округ (ранее Куйбышевский сельский округ;
каз. Быструха ауылдық округі) — административно-территориальная единица в Глубоковском районе Восточно-Казахстанской области Казахстана. Включает два населённых пункта: сёла Быструха и Зимовье, площадь поселения 377,23 км², население на 2009 год 1691 человек. До октября 2018 года носил название Куйбышевский сельский округ.
Находится примерно в 39 км к северо-востоку от районного центра, посёлка Глубокое. Код КАТО — 634055100.